# Furești
Furești – wieś w Rumunii, w okręgu Ardżesz, w gminie Dobrești. W 2011 roku liczyła 869 mieszkańców.